# The Haçienda
Fac 51 Haçienda (més coneguda simplement com The Haçienda) era una discoteca i sala de concerts a Manchester, Anglaterra. El magatzem que va ocupar el club està en 11-13, Whitworth Street West a la part sud del Canal de Rochdale, i té la façana corba de maó vermell. Es troba a la cantonada de Whitworth Street West i el carrer Albion, prop de Castlefield, al centre de la ciutat. Es feu famós al "Madchester" de la dècada de 1980 i principis de 1990, i durant la dècada de 1990 fou reconegut com el club més famós del món per la revista Newsweek. The Haçienda va obrir el 1982, i tot i els seus considerables i persistents problemes financers va sobreviure fins a 1997 gràcies a les vendes de discos de New Order, doncs alguns dels seus membres n'eren propietaris. The Haçienda està associat amb l'augment de acid house i la música rave.

## Història
Abans de convertir-se en club, The Haçienda va ser botiga i magatzem d'un constructor de iots, i un cinema de Bollywood. Originalment concebuda per Rob Gretton, va ser finançat en gran part pel segell discogràfic Factory Records i el grup New Order, juntament amb el cap del segell Tony Wilson. FAC 51 va ser la seva denominació oficial en el catàleg de fàbrica. New Order i Tony Wilson van ser els directors del club.
Importants actes musicals van tenir lloc al club. The Smiths actuà tres vegades en 1983, i Madonna hi va actuar en el seu primer concert del Regne Unit, el 27 de gener de 1984.
Malgrat que els problemes de seguretat en el club fou un dels factors que contribueixen al tancament, el club no feia prou diners amb la venda d'alcohol pel fet que molts clients consumien drogues. The Haçienda finalment va tancar l'estiu de 1997.